# 小圣母领报堂
小圣母领报堂（Chiesa della Nunziatella）是一个巴洛克风格的教堂，位于意大利那不勒斯圣费迪南多区 Nunziatella军事学校内。
这座巴洛克风格的教堂由安娜建于1588年，并赠送给耶稣会士。1736年，由建筑师Ferdinando Sanfelice彻底重建。1773年，耶稣会被取缔，建筑群归属 Somaschi修会管理，他们为马耳他骑士团建立了一所学校，次年改为皇家军事学院，Somaschi 修会搬到旧耶稣圣殿。此后该堂成为Nunziatella军事学院的教堂。该堂供奉圣母领报，但是为与圣母领报大殿（Basilica della Santissima Annunziata Maggiore）区分开来，通常称为"Annunziatella"或 "Nunziatella"。而这个名称又被毗邻的军事学校所采用。

## 内部

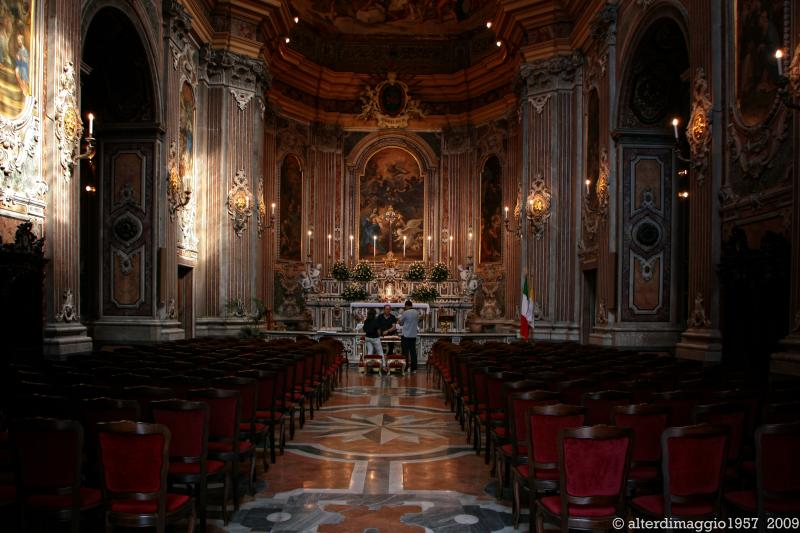
内部

教堂的内部为巴西利卡平面加上横向的小堂。后殿的壁画描绘三王来朝，而天花板的壁画描绘圣母升天。后殿是一系列描绘圣母生平的绘画。正祭台和栏杆用彩色大理石和青铜装饰（1756）。